# Спрингфийлд (Охайо)
Спрингфийлд (на английски: Springfield) е град и административен център на окръг Кларк в щата Охайо, САЩ. Намира се на Река Луд, Бък Крийк и Бийвър Крийк, на около 72 км западно от столицата та щата Кълъмбъс и на 40 км североизточно от Дейтън. Населението на града през 2020 г. е 58 662 жители.

## История
Геодезист Джеймс Догърти планира Спрингфийлд през 1801 г. В града се намира Университетът „Витенберг“, основан през 1845 г. от Лютеранската църква като колеж по либерални изкуства. През 1880 г. в Спрингфийлд има четиридесет църкви. В началото на 1900 г. в Спрингфийлд са произведени десет различни вида автомобили.
На 22 април 1922 година в Спрингфийлд е основана МПО „Солун“.

## Известни личности
Родени в Спрингфийлд
- Лилиан Гиш (1893 – 1993), актриса
- Синда Уилямс Чайма (1952 – ), писателка
- Джон Леджънд (1978 – ), певец
- Касандра Никс (1992 – ), актриса

- Спрингфийлд около 1830 г.
- Спрингфийлд около 1900 г.
- Съдебната палата на окръг Кларк в центъра
- Старото кметство, сега Центърът за наследство на окръг Кларк